# Brenda Chapman
Brenda Chapman, född 1 november 1962 i Beason i Illinois, är en amerikansk animatör, manusförfattare, storyboardkonstnär och regissör. År 1998 blev hon den första kvinnan att regissera en animerad långfilm från en stor studio, vilket var DreamWorks Animations Prinsen av Egypten. År 2012 regisserade hon dessutom Disney/Pixarfilmen Modig tillsammans med Mark Andrews (med Steve Purcell som medregissör), och blev då den allra första kvinnan att vinna en Oscar för bästa animerade film.
Chapman, som hävdar att hon är av skotsk härkomst, är sedan år 1982 gift med regissören Kevin Lima, som hon träffade under sina studier på California Institute of the Arts. Tillsammans har de en dotter, Emma Rose Lima (född 1999), som var inspirationskällan till den unga prinsessan Merida i filmen Modig. Dottern har också agerat som röstskådespelare i Disneyfilmer som Bambi 2 och Förtrollad. Familjen är bosatt i Tamalpais Valley i norra Kalifornien (i närheten av San Francisco).

## Filmografi (i urval)

### Långfilmer
| År   | Titel                            | Regissör | Författare | Konstnärlig handledare | Storyboardkonstnär | Annat | Röstroll          | Noter                                 |
| ---- | -------------------------------- | -------- | ---------- | ---------------------- | ------------------ | ----- | ----------------- | ------------------------------------- |
| 1988 | Vem satte dit Roger Rabbit       | Nej      | Nej        | Nej                    | Nej                | Ja    |                   | Mellankonstnär: Ytterligare animation |
| 1988 | Oliver & gänget                  | Nej      | Nej        | Nej                    | Nej                | Ja    |                   |                                       |
| 1989 | Den lilla sjöjungfrun            | Nej      | Nej        | Nej                    | Ja                 | Nej   |                   |                                       |
| 1990 | Bernard och Bianca i Australien  | Nej      | Nej        | Nej                    | Ja                 | Nej   |                   |                                       |
| 1991 | Skönheten och odjuret            | Nej      | Nej        | Nej                    | Ja                 | Nej   |                   |                                       |
| 1994 | Lejonkungen                      | Nej      | Nej        | Berättelse             | Nej                | Nej   |                   |                                       |
| 1996 | Ringaren i Notre Dame            | Nej      | Nej        | Nej                    | Ja                 | Nej   |                   |                                       |
| 1998 | Prinsen av Egypten               | Ja       | Nej        | Nej                    | Nej                | Ja    | Miriam (sångröst) |                                       |
| 1999 | Fantasia 2000                    | Nej      | Nej        | Nej                    | Nej                | Ja    |                   | Originalkoncept: "Roms pinjer"        |
| 2000 | Vägen till El Dorado             | Nej      | Nej        | Nej                    | Ytterligare        | Nej   |                   |                                       |
| 2000 | Flykten från hönsgården          | Nej      | Nej        | Nej                    | Ytterligare        | Nej   |                   |                                       |
| 2001 | Shrek                            | Nej      | Nej        | Nej                    | Nej                | Ja    |                   | Speciellt tack                        |
| 2003 | Sinbad: Legenden om de sju haven | Nej      | Nej        | Nej                    | Nej                | Ja    |                   | Speciellt tack                        |
| 2006 | Bilar                            | Nej      | Nej        | Nej                    | Ja                 | Nej   |                   |                                       |
| 2007 | Råttatouille                     | Nej      | Nej        | Nej                    | Nej                | Ja    |                   | Pixar Productions                     |
| 2008 | WALL-E                           | Nej      | Nej        | Nej                    | Nej                | Ja    |                   | Pixars seniora kreativa team          |
| 2009 | Upp                              | Nej      | Nej        | Nej                    | Nej                | Ja    | Hund              | Pixars seniora kreativa team          |
| 2010 | Toy Story 3                      | Nej      | Nej        | Nej                    | Nej                | Ja    |                   | Pixars seniora kreativa team          |
| 2011 | Bilar 2                          | Nej      | Nej        | Nej                    | Nej                | Ja    |                   | Pixars seniora kreativa team          |
| 2012 | Modig                            | Ja       | Ja         | Nej                    | Nej                | Ja    |                   | Pixars seniora kreativa team          |
| 2015 | Strange Magic                    | Nej      | Nej        | Nej                    | Nej                | Ja    | Imp               | Storykonsult                          |
| 2019 | Lejonkungen                      | Nej      | Nej        | Nej                    | Nej                | Ja    |                   | Tack                                  |
| 2020 | Come Away                        | Ja       | Nej        | Nej                    | Nej                | Nej   |                   |                                       |

### TV-serier
| År        | Titel                 | Noter                                              |
| --------- | --------------------- | -------------------------------------------------- |
| 1984      | Nisse                 | läppsynkskontrollant 21 avsnitt                    |
| 1986–1987 | The Real Ghostbusters | animatör 76 avsnitt läppsynkskontrollant 2 avsnitt |